# Bento Carqueja
Bento de Sousa Carqueja (Oliveira de Azeméis, 6 de Novembro de 1860 — Foz do Douro, 2 de Agosto de 1935), mais conhecido por Bento Carqueja, foi um empresário, publicista, escritor, naturalista e professor da Universidade do Porto. Para além de ter dirigido O Comércio do Porto esteve na origem de diversas iniciativas cívicas levadas a cabo pela obra social daquele periódico e de importantes investimentos públicos e privados, em especial no concelho de Oliveira de Azeméis. Foi sócio da Academia das Ciências de Lisboa.

## Biografia
Bento de Souza Carqueja nasceu na Rua Direita de Oliveira de Azeméis, filho de Maria Amélia Soares de Pinho de Souza Carqueja e de Bento de Souza Carqueja, um conceituado comerciante, vereador da Câmara Municipal de Oliveira de Azeméis e juiz de direito substituto.
Bento Carqueja frequentou o ensino primário na Escola Conde Ferreira, estabelecimento localizado onde hoje existe o Palácio da Justiça de Oliveira de Azeméis. Terminada a instrução primária, mudou-se para a cidade do Porto realizou os seus estudos secundários, custeados por Manuel de Sousa Carqueja irmão de seu pai e seu padrinho.
Teve sucesso nos seus estudos no Porto, concluindo o ensino secundário e iniciando a sua actividade profissional, em 1880, como revisor e colaborador do jornal O Comércio do Porto, diário de que o seu tio fora um dos fundadores. Demonstrou uma grande disposição para o jornalismo, o que conduziu a que cedo se envolvesse na edição do jornal. Quando faleceu o seu tio tornou-se co-proprietário do jornal, assumindo pouco depois as funções de director. Nestas funções cedo se distinguiu como impulsionador de obras de grande alcance social.
Inspirado nas propostas do professor Adriano de Paiva sobre a transmissão elétrica de imagens a partir do uso de selénio, depositou a 30 de dezembro de 1880 um pedido de patente francesa para um dispositivo denominado telescópio elétrico que poderia ser utilizado para a transmissão de luz. à distância. Esta patente foi-lhe atribuída em 16 de Fevereiro de 1881. Nº 140 42. Obteve também uma patente portuguesa. Estas patentes são as primeiras relativas à transmissão de imagens utilizando as propriedades fotossensíveis do selénio.
Concluiu em 1882 o curso livre de Ciências Físico-Naturais e em 1884 foi nomeado professor na Escola Normal do Porto, transferindo-se em 1898 para Academia Politécnica do Porto, encarregue da leccionação das cadeiras de Agricultura e Ciências Físico-Naturais. Para coadjuvar no ensino prático das cadeiras, instalou o Jardim Botânico e os laboratórios de Fisiologia Vegetal e Química Agrícola daquela instituição.
Em 1890, fez parte da Liga Patriótica do Norte, presidida por Antero de Quental e, em 1916, presidiu à Comissão de Imprensa da Junta Patriótica do Norte.
Em 1893 visitou os Açores, publicando um relato das suas impressões de viagem e dando apoio ao movimento autonomista, então no seu auge. A obra foi incluída na Biblioteca da Autonomia dos Açores, uma colecção de obras de apoio à causa autonomista.
Em 1911 transitou para o corpo docente da Faculdade de Ciências da então criada Universidade do Porto. Em 1915 passou para a Faculdade Técnica da mesma Universidade (futura Faculdade de Engenharia), e aí regeu as cadeiras de Economia Política, Contabilidade e Legislação de Obras Públicas.
Em paralelo envolveu-se num conjunto de iniciativas cívicas ligadas ao jornal de que resultou uma importante obra social, promovendo a construção de bairros operários, a organização de escolas agrícolas móveis e a fundação de várias creches sob a égide de O Comércio do Porto. Para benefício da obra social adquiriu um biplano que em 1912 voou no Porto e em Lisboa. Aquela aeronave, um biplano Farman MF.11, foi um dos primeiros aviões a voar em Portugal.
Outra área a que se dedicou foi à segurança dos pescadores e outros marítimos do litoral norte de Portugal. Em 1913 presidiu à comissão de angariação de meios para auxiliar as famílias das vítimas de uma tragédia marítima que ocorreu naquele ano na Póvoa de Varzim. Foi um dos promotores da instalação de um sinal acústico no farol de Leixões destinado a orientar a navegação em situação de nevoeiro. Aquele sinal sonoro foi dos primeiros instalados na costa portuguesa.
A sua competência em matéria económico levou a que fosse encarregue de diversas missões e da representação de Portugal em diversas conferências no país e no estrangeiro, o que lhe permitiu visitar diversos países. Dessas participações resultou ser feito membro de algumas Academias e Institutos portugueses e estrangeiros. Quando se decidiu criar uma comissão de propaganda da imprensa, foi um dos seus mais activos membros, sendo em 1918 eleito seu presidente, funções em que dirigiu vários manifestos à opinião pública portuguesa.
Na sua carreira académica, política e jornalística nunca esqueceu a sua terra natal, tendo promovido diversos melhoramentos entre os quais a iluminação pública de Oliveira de Azeméis, a construção da linha de caminho-de-ferro do Vale do Vouga, a construção do Hospital de Oliveira de Azeméis, a fundação da Associação dos Bombeiros, a criação da Santa Casa da Misericórdia, a fundação da Escola Técnica de Artes e Ofícios O Comércio do Porto, o restauro da Igreja Matriz e a construção do Parque de La-Salette. Também se lhe deve a publicação dos Annaes do Município de Oliveira de Azeméis, uma obra fundamental para o conhecimento da história e das personalidades ligadas ao concelho.
Esteve também ligado à fundação da Fábrica de Papel do Caima e a diversos outros investimentos que se revelariam estruturantes para a região do grande Porto, tendo para isso captado financiamentos vários, em particular os que foram suportados pelo Conde de Santiago de Lobão e pelo conselheiro Boaventura Rodrigues de Sousa.
Homem humilde, recusou altos cargos políticos, incluindo o de Ministro, que por várias vezes lhe foram oferecidos. Também recusou condecoração, apenas aceitando algumas agraciações estrangeiras, entre as quais a Medalha Benemerenti de Pio XI.
Faleceu na Foz do Douro, na rua do Molhe, a 2 de Agosto de 1935, e foi sepultado em Oliveira de Azeméis.
Deixou uma vasta obra dispersa por periódicos, com destaque para o Comércio do Porto, e colaborou em diversas revistas, nomeadamente na revista Branco e Negro (1896-1898),  Atlântida  e A Voz do Comércio  (1929-1941)  para além de várias monografias.
Bento Carqueja é lembrado na toponímia de várias localidades. É também patrono do Agrupamento Vertical Bento Carqueja, um conjunto de escolas básicas do concelho de Oliveira de Azeméis.
Foi sócio da Academia das Ciências de Lisboa e de muitas outras nacionais e estrangeiras. Tem uma vasta obra publicada sobre assuntos de política e da sua especialidade, a Agricultura.

## Obras publicadas
- A Liberdade de Imprensa, Porto: Typographia do "Commercio do Porto", 1893.
- Os Açores. Notas instantâneas, Ponta Delgada: Tip. da Autonomia dos Açores, 1894.
- O povo portuquez, Porto: Livraria Chardron, de Lello & Irmão, 1916.
- O futuro de Portugal, J. Bastos, 1900.
- Política portuguesa, Officinas de "O Commercio do Porto", 1925.
- Conflict diplomatique entre le Portugal et le Brésil, Impr. "O Commercio do Porto", 1894.
- O povo portuguez, Livraria Chardron, de Lello & Irmão, 1916.versão PDF
- O Comércio do Porto. No Centenário de Camilo Castelo Branco 1825-1925. Porto, 1925.
- À luz do cruzeiro por Bento Carqueja, Offic. de Commercio do Porto, 1929.